# Svartkronad bandvinge
Svartkronad bandvinge (Actinodura sodangorum) är en fågel i familjen fnittertrastar inom ordningen tättingar. Den förekommer endast i ett litet område på gränsen mellan Laos och Vietnam. IUCN kategoriserar arten som nära hotad.

## Utseende
Svartkronad bandvinge är en relativt långstjärtad bandvinge med en kroppslängd på 24 cm. Huvudet är grått med mörk hjässa och tydlig vit ögonring. Den långa stjärten är tätt tvärbandad i svart. Samma mönster syns på handpennorna på de mycket mörka vingarna. Undersidan är rostbrun med mörka streck på strupen. Arten liknar glasögonbandvinge, men notera mörka vingarna och hjässan, streckade strupen och kraftigare bandade stjärten. 

## Utbredning och systematik
Svartkronad bandvinge förekommer i östra delen av södra Laos och i intilliggande centrala högländer i centrala Annam i Vietnam. Den behandlas som monotypisk, det vill säga att den inte delas in i några underarter.

## Levnadssätt
Arten hittas i fuktiga bergsområden på 1000–2400 meters höjd i högt belägna busk- och gräsmarker samt i plantage. Födan är okänd, men tros leva av ryggradslösa djur och vissa vegetabilier. Alla hittilsvarande fynd har varit av enstaka fåglar eller i par, vid ett tillfälle även med rostsibia. 
No information about diet, feeds probably on invertebrates and some vegetable matter. Den ses vanligen i trädtaket utmed trädstammar och kraftiga mosstäckta grenar.

## Status
Svartkronad bandvinge har ett litet utbredningsområde och beståndet är relativt litet, uppskattningsvis 6 600–13 400 individer, om än stabilt. Internationella nautrvårdsunionen IUCN kategoriserar arten som nära hotad.

## Namn
Fågelns vetenskapliga artnamn hedrar folkslaget Sedang i sydcentrala Vietnam.